# Vignolo
Vignolo (en occitan Vinhòl et en français Vignol) est une commune de la province de Coni dans le Piémont en Italie.

## Administration
| Période                                  | Période  | Identité        | Étiquette | Qualité |
| ---------------------------------------- | -------- | --------------- | --------- | ------- |
| 14 juin 2004                             | En cours | Roberto Giraudo |           |         |
| Les données manquantes sont à compléter. |          |                 |           |         |

### Hameaux
San Michele di Cervasca 
Santa Croce (sainte croix)

### Communes limitrophes
Borgo San Dalmazzo, Cervasca, Coni, Roccasparvera